# Nchemba II
Nchemba II (ou Nchamba II) est une localité du Cameroun située dans la Région du Sud-Ouest et le département de Manyu. Elle est rattachée administrativement à l'arrondissement de Upper Bayang (Tinto Council) et au canton de Bachuo Akagbe.

## Population
En 1953 Nchemba I et Nchemba II étaient comptabilisés ensemble. En 1967 Nchemba II, seul, comptait 219 habitants, des Banyang.
Lors du recensement de 2005, on y a dénombré 352 personnes.

## Éducation
Nchemba II est doté d'un collège public (CES).